# 焼け石に水 (映画)
『焼け石に水』（やけいしにみず、仏: Gouttes d'eau sur pierres brûlantes, 英: Water Drops on Burning Rocks）は、2000年に製作されたフランスのドラマ・コメディ映画。監督はフランソワ・オゾン。ドイツの伝説的な映画・演劇人ライナー・ヴェルナー・ファスビンダーが19歳の時に書いた未発表の戯曲を原作としている。
2000年に第50回ベルリン国際映画祭コンペティション部門に出品され、テディ2000賞を受賞した。

## キャスト
- レオポルド：ベルナール・ジロドー（フランス語版）
- フランツ：マリック・ジディ
- アナ：リュディヴィーヌ・サニエ
- ヴェラ：アンナ・トムソン（英語版）

## 製作
フランソワ・オゾン監督が敬愛するライナー・ヴェルナー・ファスビンダーへのトリビュートとして、彼が生きた70年代ドイツの雰囲気をシンプルなインテリアや小道具で表現し、ロケや大掛かりなセットも排して撮影所内のみで4幕の室内劇に挑んでいる。